# Кристиан Фредерик
Кристиан Фредерик (на датски: Kristian Fredrik) е първоначално крал на Норвегия за три непълни месеца от май до август 1814 и по-късно крал на Дания от 1839 до смъртта си през 1848 г. под името Кристиан VIII.

## Биография
Роден е през 1786 г. в Кристиансборг, Дания. Син е на Фредерик Датски и София Фредерика фон Мекленбург.
Като син на принц Фредерик Датски и по линия на чичо си Кристиан VII Кристиан Фредерик е наследник на датската корона. През 1813 г. Фредерик VI го изпраща в Норвегия като вицекрал и там Кристиан Фредерик бързо печели голяма популярност и през май 1814 г. е избран за крал. Но през същата 1814 г. с края на Наполеоновите войни се подписва договорът от Киел, според който Дания следва да отстъпи норвежките територии на Швеция. Кристиан Фредерик напразно се опитва да се противопостави на френските войници на Жан Батист Бернадот, който впоследствие ще бъде новият норвежки крал под името Карл III. През август Кристиан Фредерик е принуден да се откаже от норвежкия трон и да се завърне в Дания, но поставя изричното условие да се спазва демократичната конституция на Норвегия и да се създаде уния с Швеция, която да гарантира известна независимост за Норвегия.
Двадесет и пет години по-късно Кристиан Фредерик става крал на Дания.